# Cynolebias parnaibensis
Cynolebias parnaibensis är en fiskart som beskrevs av Costa, Ramos, Alexandre och Ramos 2010. Cynolebias parnaibensis ingår i släktet Cynolebias och familjen Rivulidae. Inga underarter finns listade i Catalogue of Life.